# Kyrkfjärden, Östra Mälaren

Kyrkfjärden är en fjärd i Östra Mälaren. Kommungränsen mellan kommunerna Ekerö och Botkyrka går mitt i fjärden.
Fjärden har sitt namn efter Ekerö kyrka,  som uppfördes under 1100-talets senare hälft och ligger intill fjärdens norra strand. Här återfinns även Asknäs herrgård och lite längre västerut Ekerö sommarstad. Vid Kyrkfjärdens södra sida märks bland annat Sturehovs slott.
Kyrkfjärden är cirka sju kilometer lång. Vattendjupet i farleden ligger på cirka 20 meter. I väst övergår den i Bockholmssundet och i öst i Rödstensfjärden. Genom Kyrkfjärden går Mälarens sydligaste farled till och från Stockholm.